# Azy
Azy là một xã trong tỉnh Cher, thuộc vùng hành chính Centre-Val de Loire của nước Pháp, có dân số là 439 người (thời điểm 1999).

## Nhân khẩu học
| 1962 | 1968 | 1975 | 1982 | 1990 | 1999 |
| ---- | ---- | ---- | ---- | ---- | ---- |
| 532  | 587  | 532  | 479  | 413  | 439  |